# ميثوكسيد

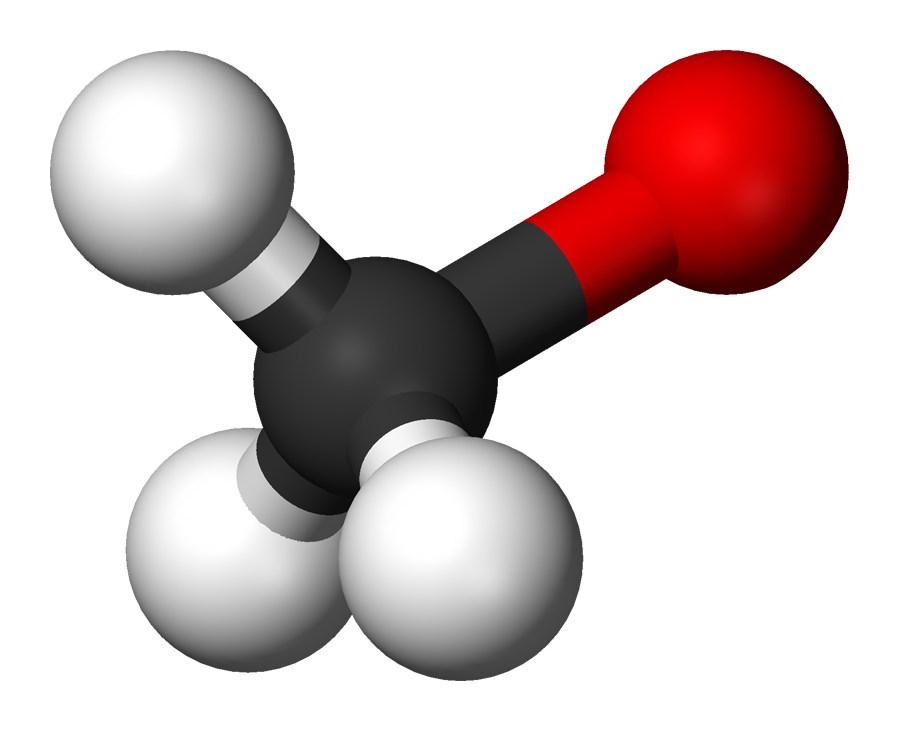
تمثيل بنية أيون الميثوكسيد

ميثوكسيد في الكيمياء هو ملح عضوي، وهو أبسط الألكوكسيدات. لأيون الميثوكسيد الصيغة العامة −CH3O وتعد كيميائياً الحمض المرافق للميثانول.
تعد ميثوكسيدات الفلزات القلوية مثل ميثوكسيد الصوديوم وميثوكسيد البوتاسيوم وميثوكسيد الليثيوم من الأمثلة المعروفة للميثوكسيدات حيث لها تطبيقات مخبرية.
تتسم الميثوكسيدات بأنها قواعد كيميائية قوية، فهي أقوى من أيون الهيدروكسيد اللاعضوي. لذلك فهي تحفظ بعيدة عن الماء، وإلا سيزيل الميثوكسيد بروتوناً من الماء ليشكل الميثانول والهيدروكسيد.